# Eyprepocnemis calceata
Eyprepocnemis calceata är en insektsart som först beskrevs av Jean Guillaume Audinet Serville 1838.  Eyprepocnemis calceata ingår i släktet Eyprepocnemis och familjen gräshoppor. Inga underarter finns listade i Catalogue of Life.